# بوركسفيل
بوركسفيل (بالإنجليزية: Burkesville, Kentucky)‏ هي مدينة تقع في مقاطعة كمبرلاند، كنتاكي بولاية كنتاكي في وسط جنوب شرق الولايات المتحدة. تبلغ مساحة هذه المدينة 7.4 (كم²)، وترتفع عن سطح البحر 177 م، بلغ عدد سكانها 1756 نسمة في عام 2000 حسب إحصاء مكتب تعداد الولايات المتحدة وتصل الكثافة السكانية فيها 239.6 نسمة/كم2.

## التركيبة السكانية
حدّد مكتب تعداد الولايات المتحدة بيانات التركيبة السكانية لبوركسفيل في تعداد الولايات المتحدة. في ما يلي، التركيبة السكانية حسب تعدادي 2000 و2010.

### تعداد عام 2000
بلغ عدد سكان بوركسفيل 1,756 نسمة بحسب تعداد عام 2000، وبلغ عدد الأسر 768 أسرة وعدد العائلات 459 عائلة مقيمة في المدينة. في حين سجلت الكثافة السكانية 255.6 نسمة لكل كيلومتر مربع (662.0/ميل2). وبلغ عدد الوحدات السكنية 856 وحدة بمتوسط كثافة قدره 124.6 لكل كيلومتر مربع (322.7/ميل2).
وتوزع التركيب العرقي للمدينة بنسبة 86.90% من البيض و10.88% من الأمريكيين الأفارقة و0.17% من الأمريكيين الأصليين و0.17% من الأعراق الأخرى و1.88% من عرقين مختلطين أو أكثر و0.91% من الهسبانيون أو اللاتينيون من أي عرق.
بلغ عدد الأسر 768 أسرة كانت نسبة 30.7% منها لديها أطفال تحت سن الثامنة عشر تعيش معهم، وبلغت نسبة الأزواج القاطنين مع بعضهم البعض 36.5% من أصل المجموع الكلي للأسر، ونسبة 19.1% من الأسر كان لديها معيلات من الإناث دون وجود شريك،  بينما كانت نسبة 4.2% من الأسر لديها معيلون من الذكور دون وجود شريكة وكانت نسبة 40.2% من غير العائلات. تألفت نسبة 37% من أصل جميع الأسر من عدة أفراد يعيشون في نفس المنزل ونسبة 18.8% كانت تتألف من شخص يعيش بمفرده يبلغ من العمر 65 عاماً أو أكثر. وبلغ متوسط حجم الأسرة المعيشية 2.15، أما متوسط حجم العائلات فبلغ 2.79.
بلغ العمر الوسطي للسكان 41.8 عاماً. وكانت نسبة 22.9% من القاطنين تحت سن الثامنة عشر، وكانت نسبة 7.7% بين الثامنة عشر والرابعة والعشرين عاماً، ونسبة 23.5% كانت واقعةً في الفئة العمرية ما بين الخامسة والعشرين والرابعة والأربعين عاماً، ونسبة 22.2% كانت ما بين الخامسة والأربعين والرابعة والستين، ونسبة 17.7% كانت ضمن فئة الخامسة والستين عاماً فما فوق. يوجد لكل 100 أنثى 79.5 ذكر، ويوجد لكل 100 أنثى في الثامنة عشر من عمرها فما فوق 72.7 ذكر.
بلغ متوسط دخل الأسرة في المدينة 17,209 دولارًا، أما متوسط دخل العائلة فبلغ 24,028 دولارًا. وكان متوسط دخل الذكور 20,985 دولارًا مقابل 16,763 دولارًا للإناث. وسجل دخل الفرد الخاص بالمدينة 11,653 دولارًا. وكانت نسبة 23.8% من العائلات ونسبة 29.9% من السكان تحت خط الفقر، وكان من هؤلاء نسبة 38.3% تحت سن الثامنة عشر ونسبة 30.4% في الخامسة والستين من العمر وما فوق.

### تعداد عام 2010
بلغ عدد سكان بوركسفيل 1,521 نسمة بحسب تعداد عام 2010، وبلغ عدد الأسر 664 أسرة وعدد العائلات 391 عائلة مقيمة في المدينة. في حين سجلت الكثافة السكانية 221.4 نسمة لكل كيلومتر مربع (573.4/ميل2). وبلغ عدد الوحدات السكنية 790 وحدة بمتوسط كثافة قدره 115 لكل كيلومتر مربع (297.8/ميل2).
وتوزع التركيب العرقي للمدينة بنسبة 87.84% من البيض و8.28% من الأمريكيين الأفارقة و0.13% من الأمريكيين الأصليين و0.53% من الأمريكيين ذوي الأصول الآسيوية و1.12% من الأعراق الأخرى و2.10% من عرقين مختلطين أو أكثر و1.12% من الهسبانيون أو اللاتينيون من أي عرق.
بلغ عدد الأسر 664 أسرة كانت نسبة 27.1% منها لديها أطفال تحت سن الثامنة عشر تعيش معهم، وبلغت نسبة الأزواج القاطنين مع بعضهم البعض 33.3% من أصل المجموع الكلي للأسر، ونسبة 19% من الأسر كان لديها معيلات من الإناث دون وجود شريك،  بينما كانت نسبة 6.6% من الأسر لديها معيلون من الذكور دون وجود شريكة وكانت نسبة 41.1% من غير العائلات. تألفت نسبة 38.1% من أصل جميع الأسر من عدة أفراد يعيشون في نفس المنزل ونسبة 16.7% كانت تتألف من شخص يعيش بمفرده يبلغ من العمر 65 عاماً أو أكثر. وبلغ متوسط حجم الأسرة المعيشية 2.17، أما متوسط حجم العائلات فبلغ 2.81.
بلغ العمر الوسطي للسكان 45.2 عاماً. وكانت نسبة 21.1% من القاطنين تحت سن الثامنة عشر، وكانت نسبة 9.5% بين الثامنة عشر والرابعة والعشرين عاماً، ونسبة 19% كانت واقعةً في الفئة العمرية ما بين الخامسة والعشرين والرابعة والأربعين عاماً، ونسبة 25.8% كانت ما بين الخامسة والأربعين والرابعة والستين، ونسبة 24.7% كانت ضمن فئة الخامسة والستين عاماً فما فوق. وتوزع التركيب الجنسي للسكان بنسبة 45.9% ذكور و54.1% إناث.

## أعلام
- ديفيد إل. وليامز

## وصلات خارجية
- www.burkesville.com
- The US50 - Cities and Towns in Kentucky State